# Phủ thờ
Phủ thờ (chữ Nho: 府) là một công trình kiến trúc cổ, thường là nơi thờ tự Thánh Mẫu – một tín ngưỡng bản địa của người Việt Nam. Đây là nơi thờ Mẫu sầm uất, mang tính chất trung tâm của cả một cộng đồng dân cư lớn, vượt ra ngoài phạm vi của một xã, phường, thị trấn, thu hút tín đồ khắp nơi đến hành hương. Ở khu di tích cố đô Hoa Lư có nhiều phủ thờ vốn trước kia là dinh phủ làm việc của các tướng lĩnh thời nhà Đinh như Phủ Đầu Tường, Phủ Chợ, Phủ Đông Vương, Phủ Vườn Thiên. Ngoài ra, một số nơi thờ tự (như ở Thanh Hóa) cũng gọi đền là phủ. Ngôi trong những Phủ được biết đến nhiều là phủ thờ thần vũ nhân ở chùa Bút Tháp, có niên đại vào giữa thế kỷ XVII.
Còn 1 loại Phủ thờ nữa là Phủ thờ dòng họ nhưng được quốc gia chấp nhận. 
Như các Phủ thờ:
1. Phủ thờ dòng họ Đặng ở Lương Xá, Chương Mỹ. Dòng họ Đặng ở Lương Xá
2. Phủ thờ dòng họ Hoàng ở Hưng Lĩnh, Hưng Nguyên, Nghệ An, dòng họ này thờ 18 quận công võ họ Hoàng
3. Phủ thờ dòng họ Võ Tá ở Thạch Hà, Hà tĩnh, dòng họ này thờ 18 quận công võ họ Võ